# Prague British International School
A Prague British International School (PBIS), korábban Prague British School (PBS) brit nemzetközi magániskola Prágában. A tanítás angol nyelven folyik, brit tanterv alapján, 20 hónapos kortól 19 éves korig fogadják diákjaikat. Három campusa van: a Kamýk és Libuš a Prága 4 kerületben, illetve a Vlastina campus Prága 6-ban.
Az iskola 1992-ben lett megalapítva British International School Prague néven, amit 2006-ban Prague British School-ra változtattak 1996-tól kezdve az iskola tanulói részt vehetnek az IGCSE-programon, majd később az International Baccalaureate diplomaprogramot is bevezették.
2017-ben bejelentették, hogy az iskolát felvásárolta a Nord Anglia Education és, hogy 2018 szeptemberétől összeolvasztják az English International School Prague intézménnyel, létrehozva a napjainkban is működő PBIS-t.

## Campusok
- A Kamýk campus Prága negyedik kerületében kettőtől négy éves korig szolgálja ki a tanulókat. Egy nagy méretű campus a város délkeleti részén. 2004-től az intézmények egyesüléésig az iskola fő campusa volt, itt található az iskola vezetősége is. 550 tanuló jár a campusra. Az épületeket többször is felújították, építettek kültéri sportközpontot, egy új éttermet és egy színháztermet.[2]
- A Libuš campus szintén Prága negyedik kerületében található, 14-től 18 éves korig játnak ide a diákok, akik az International Baccalaureate vagy IGCSE programokon vesznek részt.[2] Az iskolák egyesülése előtt a The English International School Prague tulajdonában volt, 2007-ben nyílt meg.[3]
- A liboci Vlastina campus Prága 6. kerületében helyezkedik el,[2] a befogadott gyerekek 3 és 14 éves kor között vannak.[2] 2008-ban nyílt meg, az egyesülés előtt a PBS óvodájának és általános iskolájának adott otthont. Amikor a diákok itt végeztek, a Kamýk campuson folytatták tanulmányaikat. 250 tanulót fogad be.[4]

## Galéria
- A Libuš campus a két iskola egyesítése előtt
- A Kamýk campus
- Útlezárások, a Vlastina campusszal a háttérben